# San Isidro (Buenos Aires)
San Isidro – miasto w Argentynie, położone we wschodniej części prowincji Buenos Aires nad Atlantykiem.

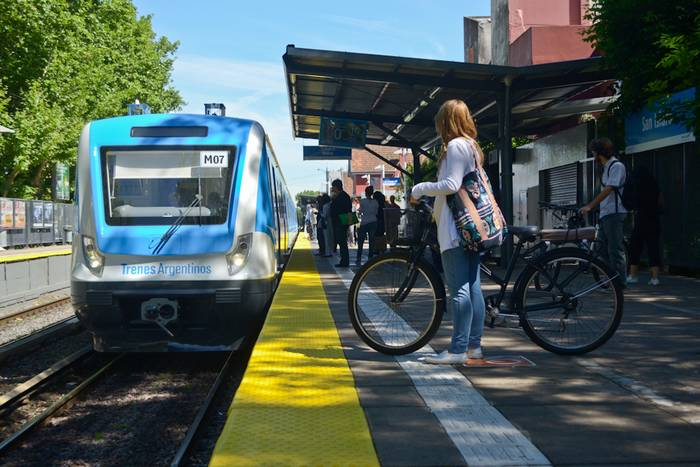
Stacja kolejowa San Isidro

## Opis
Miejscowość została założona 14 października 1706 roku. W odległości 28 km od miasta, znajduje się aglomeracja i stolica kraju Buenos Aires. W mieście znajduje się węzeł drogowy-RP4 i RP195. Przez miasto przebiega Autostrada Panamerykańska-AU9 i linia kolejowa. Obecnie San Isidro jest nadoceanicznym ośrodkiem turystycznym. Patronem miasta jest Święty Izydor Oracz.

## Atrakcje turystyczne
- Catedral de San Isidro[2] - Katedra San Isidro,
- Quinta Los Ombúes[3] - Muzeum historii lokalnej,
- Museo Pueyrredon[4] - Muzeum Pueyrredon.

## Gospodarka
W mieście rozwinął się przemysł spożywczy, gumowy, papierniczy oraz ceramiczny.

## Demografia

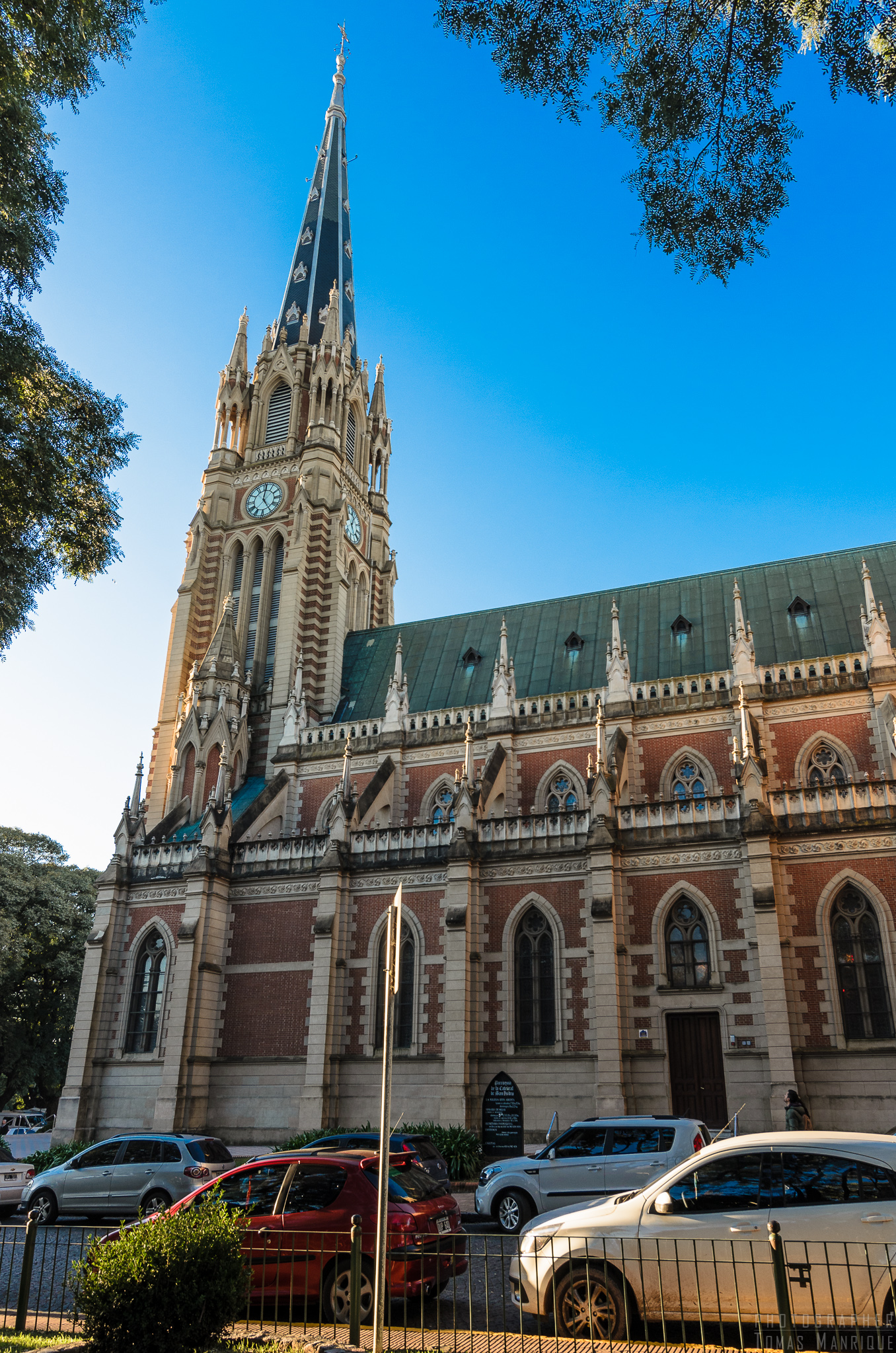
Katedra w San Isidro

.

## Sport
- San Isidro Buenos Aires – argentyński klub piłkarski.
- Jockey Club Golf - klub golfowy[6]

## Znani urodzeni w San Isidro
- Santiago Luis Copello – kardynał, arcybiskup Buenos Aires i prymas Argentyny, wysoki urzędnik kurii rzymskiej,
- Martín Fassi – argentyński duchowny katolicki,

## Miasta partnerskie
- Herclijja, Izrael
- Nagasaki, Japonia